# Juchitán (Oaxaca)
Heroica Juchitán de Zaragoza (Nederlands: Heldhaftig Juchitán van Zaragoza, Zapoteeks: Xabizende) is een stad op de landengte van Tehuantepec in de Mexicaanse deelstaat Oaxaca. Juchitán heeft 70.714 inwoners (census 2005) en is de hoofdplaats van de gemeente Juchitán de Zaragoza. Juchitán is bekend vanwege haar Zapoteekse cultuur en haar roerige geschiedenis.

## Naam
De plaatsnaam Juchitán komt van het Nahuatl Ixtaxochiltlán en betekent 'plaats van de witte bloemen'. De Spanjaarden noemden de plaats San Vicente Juchitán, naar Vincent Ferrer, de beschermheilige van de plaats. De Zapoteekse naam Xabizende is een verbastering van San Vicente. Later werd de plaats hernoemd tot Juchitán de Zaragoza, ter ere van generaal Ignacio Zaragoza, een nationale held uit de Franse Interventie in Mexico. Op 5 september 2006 kende gouverneur Ulises Ruiz de plaats de eretitel 'Heldhaftig' toe, op de 140e verjaardag van een veldslag waarbij de Juchiteken de Fransen wisten te verdrijven.

## Geografie
Juchitán ligt in het zuidoosten van Oaxaca, op een kustvlakte die het zuidelijk deel van de landengte van Tehuantepec vormt. De stad wordt doorsneden door de Río de los Perros, die tien kilometer zuidelijk van de plaats uitmondt in de Laguna Superior, een kustlagune van de Grote Oceaan. Juchitán maakt deel uit van een cluster van middelgrote steden op de landengte, waartoe ook Salina Cruz, Santo Domingo Tehuantepec, Ciudad Ixtepec, San Blas Atempa en Unión Hidalgo horen en bij elkaar ongeveer een half miljoen inwoners tellen. Ten noordoosten van Juchitán ligt een doorgang tussen de Zuidelijke Sierra Madre en de Sierra Madre van Chiapas die een maximale hoogte van 220 meter heeft en daarmee op het Panamakanaal na het laagste punt op de continentale waterscheiding die het Amerikaanse continent van noord naar zuid doorsnijdt is. Juchitán geldt dan ook als een strategisch gelegen plaats.

## Geschiedenis
Juchitán is in 1480 gesticht door de Cosijopí, de Zapoteekse heerser van Tehuantepec. De Zapoteken van de landengte wisten succesvol de Azteken van het lijf te houden. In 1522 werd het gebied door de Spanjaarden onderworpen. Hoewel er periodiek opstanden bleven plaatsvinden, die niet ophielden na de onafhankelijkheid van Mexico in 1821. De Juchiteken moesten niets hebben van de bemoeizucht van de federale regering in Mexico-Stad of de staatsoverheid van Oaxaca-stad. Er ontstonden regelmatig conflicten over het beheer van de zoutpannen aan de kust of de mate van gemeentelijke autonomie, en tijdens de politieke onrusten die het land regelmatig plaagden konden de Juchiteken vrijwel onafhankelijk te werk gaan, vooral onder leiding van de lokale cacique Che Gorio Melendre. Deze was ten tijde van de Amerikaans-Mexicaanse Oorlog aangewezen als militair bevelhebber van de Istmo-regio, maar weigerde vervolgens de bevelen vanuit Oaxaca op te volgen. Gouverneur Benito Juárez stuurde in 1850 militairen naar Juchitán om Melendre tot de orde te roepen. Tijdens het gevecht brak er in de stad brand uit die aangewakkerd door de wind een groot deel van Juchitán in de as legde. Melendre steunde in 1853 het plan van Jalisco waarmee de gematigd liberale president Mariano Arista uit het zadel werd gestoten door Antonio López de Santa Anna, die zijn dictatuur vestigde. Als beloning liet Santa Anna de landengte afscheiden van Oaxaca als territorium van Tehuantepec.
Santa Anna poogde de landengte van Tehuantepec te ontwikkelen als verbinding tussen de Grote en Atlantische Oceaan, en vaardigde verschillende concessies en vergunningen uit aan buitenlandse bedrijven uit om een spoorweg over de landengte aan te leggen. Wegens de voortdurende politieke onlusten kon dit plan niet doorgaan, hoewel het herhaaldelijk opnieuw voorgesteld werd, en er werd ook gesproken over het aanleggen van een Tehuantepeckanaal. De spoorlijn is uiteindelijk pas in 1907 voltooid, terwijl sinds de aanleg van het Panamakanaal het graven van een interoceanische verbinding in Tehuantepec geen optie meer is. Nadat Santa Anna door de liberalen werd verdreven en de grondwet van 1857 werd geproclameerd werd deze afscheiding ongedaan gemaakt. Tijdens de Franse interventie in Mexico vochten veel Juchiteken in het liberale leger, ditmaal aan de zijde van Juárez. Vooral het zuidelijke leger van Porfirio Díaz bestond voor een aanzienlijk deel uit Juchiteken. Op 5 september 1866 wist een leger van Zapoteken geleid door de Juchiteek Bino Gada de Fransen in Juchitán een gevoelige nederlaag toe te brengen.
Hoewel de liberalen in 1867 de Franse en conservatieven definitief hadden verslagen, wensten de Juchiteken nog steeds geen vreemde inmenging, hetgeen Porfirio Díaz' broer Félix Díaz aan den lijve zou ondervinden. Díaz was gouverneur van Oaxaca geworden, en poogde het staatsbestuur te centraliseren en tevens de antireligieuze Hervormingswetten naar de letter uit te leven. Toen de Juchiteken lieten blijken hun autonomie te willen handhaven en niet wilde meewerken aan het aan banden leggen van religieus vertoon, liet Díaz in 1870 de Nationale Garde de plaats aanvallen. Deze hield stevig huis in Juchitán; wederom ging een groot deel van de plaats in vlammen op en veel inwoners werden met bajonetsteken om het leven gebracht. De priester werd gefusilleerd en Díaz gaf de opdracht het beeld van de heilige Vincent Ferrer neerhalen en sleurde het achter zijn paard aan. Het beeld werd enkele dagen later teruggegeven aan de Juchiteken met de voeten er afgeslagen. Enkele maanden later kwam Díaz echter in politieke moeilijkheden toen hij zich aansloot bij het plan van La Noria in steun van zijn broer tegen Juárez. Díaz werd echter door Juaristische troepen verslagen en gedwongen te vluchten. Tijdens zijn vlucht kwam hij in handen van de Juchiteken. In navolging van wat Díaz met het heiligenbeeld had gedaan sneden de Juchiteken Díaz voeten af. Ze dwongen hem over glasscherven en gloeiende kolen te lopen en alvorens hem met bajonetsteken om het leven te brengen sneden werden zijn geslachtsdelen afgesneden en in zijn mond gestopt.

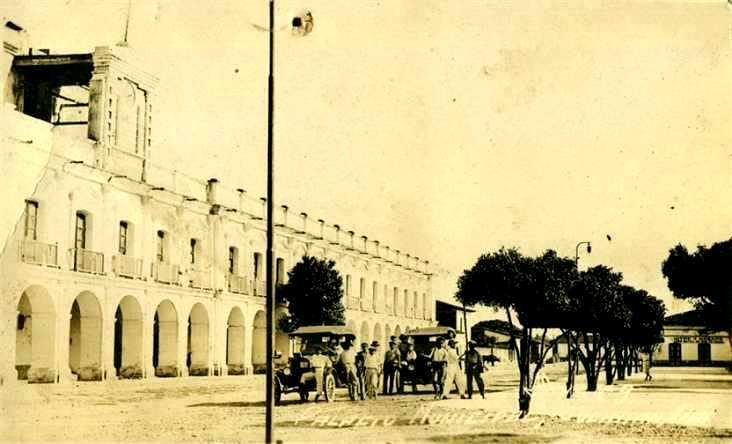
Juchitán in het begin van de 20e eeuw

Na een aantal decennia relatieve rust was het bij het uitbreken van de Mexicaanse Revolutie in 1910 opnieuw raak. In Juchitán leidde José F. "Che" Gómez de revolutionairen tegen Porfirio Díaz in steun van Francisco I. Madero. Nadat de aanhangers van Madero Díaz hadden verdreven werd Che Gómez in 1911 tot burgemeester van Juchitán gekozen. Dit echter zeer ten onvrede van Benito Juárez Maza, de zoon van Benito Juárez, de maderistische gouverneur van Oaxaca, die Enrique León naar Juchitán stuurde om Gómez te vervangen. Deze verklaarde zich vervolgens aanhanger van Emiliano Zapata, en begon een opstand tegen Juárez en Madero. Gómez verloor echter het gevecht en verloor daarbij het leven. Zijn aanhangers bleven echter de strijd voortzetten, en waren na de val van Madero ook actief in het verzet tegen de dictator Victoriano Huerta. Na afloop van de Mexicaanse Revolutie in het begin van de jaren 30 was generaal Heliodoro Charis, voormalig strijdmakker van Gómez, de sterke man in Juchitán. Charis wist bij de Mexicaanse regering een zekere van autonomie voor Juchitán erkend te krijgen.

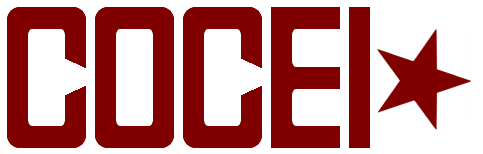
Logo van de COCEI

De jaren 70 zag Juchitán de opkomst van de Arbeiders-, Boeren- en Studentencoalitie van de Istmus (COCEI). Deze politieke beweging was opgericht in 1974 uit ontevredenheid met de steeds autoritairder wordende regering van de Institutioneel Revolutionaire Partij (PRI), die de COCEI voortdurend lastigviel. De COCEI combineerde Zapoteekse tradities met socialisme en grassrootsdemocratie, riep op tot onder andere gemeenschappelijk grondbezit en bescherming van de Zapoteekse taal, en is verder opmerkelijk doordat het in 1980 in een verbond met de Mexicaanse Communistische Partij (PCM) de burgemeestersverkiezing wist te winnen, waarmee Juchitán de enige Mexicaanse stad van enige betekenis was die niet door de PRI werd bestuurd. Leopoldo de Gyves werd burgemeester namens de COCEI. De PRI deed er echter alles aan om de COCEI het regeren zo lastig mogelijk maken. De confrontatie was vaak gewelddadig en verschillende COCEI-leden werden door veiligheidstroepen gedood. De Mexicaanse regering verklaarde in 1983 'verdwijning der machten' in Juchitán; De Gyves werd gedwongen af te treden en de stad werd onder militaire bezetting geplaatst. Sinds 1989, met een onderbreking van 2001 tot 2004, regeert de COCEI echter weer in Juchitán. De COCEI heeft wegens haar opmerkelijke combinatie van politiek en identiteit, een van de eerste indigenistische organisaties die bestuursmacht wist te krijgen, wereldwijde aandacht gekregen, en gold als inspiratiebron voor het Zapatistisch Nationaal Bevrijdingsleger (EZLN), die op haar landelijke tours in 1997 en 2001 Juchitán aandeed.

## Cultuur
De bevolking van Juchitán bestaat overwegend uit Zapoteken, ook zijn er kleine groepen Huave en Mixe. Er zijn maar weinig steden in Mexico van enige omvang waarin indiaanse talen zo sterk hebben standgehouden als in Juchitán; twee derde van de bevolking spreekt een inheemse taal. In Juchitán bestaat zelfs een radiozender, XETEKA 1030 AM, die volledig in het Zapoteeks uitzendt. De grootste godsdienst is het Rooms-katholicisme, terwijl de laatste jaren ook het protestantisme, voornamelijk de evangelische denominatie, in opkomst is. De stad is bekend om haar handnijverheid, voornamelijk textiel en kleding (de tehuana-klederdracht), maar ook aardewerk, hangmatten en andere producten.
Juchitán is bekend als een plaats met een matrilineaire cultuur, het wordt zelfs wel als een gynocratie gezien; een plaats waar de vrouwen het voor het zeggen hebben. Al sinds precolumbiaanse tijden speelden Zapoteekse vrouwen een grote rol in het openbare leven; iets waarin de Zapoteken zich onderscheidden van onder anderen de Azteken, wiens samenleving juist sterk patriarchaal was. Terwijl in veel andere Meso-Amerikaanse beschavingen vrouwelijke heersers niet of hoogstens als regent voorkwamen, stonden in veel van de Zapoteekse stadstaten regelmatig vrouwen aan het hoofd. De positie van de vrouwen is vooral te danken aan het feit dat zij degenen zijn die handel drijven, en daarmee de economie bestieren; dit in tegenstelling tot de mannen die zich voornamelijk met landbouw en visserij bezighouden. De politieke beslissingen worden traditioneel wel door de mannen genomen, maar het nemen van economische ligt in handen van de Juchiteekse vrouwen.
Samenhangend met de opvallende geslachtsverhoudingen van Juchitán, is het bestaan van de muxes. Een muxe is een persoon die fysiek man is, maar zich als vrouw kleedt en gedraagt, wat tegenwoordig doorgaans met de term transgender wordt aangeduid. Veel, maar niet alle, muxes zijn homo- of biseksueel, maar er zijn ook muxes die een vrouw trouwen en kinderen krijgen. Wel is het zo dat muxes in de regel taken doen die normaliter door vrouwen worden gedaan. Het verschijnsel is waarschijnlijk ontstaan door ouders die alleen zonen hadden en besloten daarom, gezien het economisch ongunstige effect van het niet hebben van een dochter, een van hen als meisje op te voeden. In andere Zapoteekse plaatsen komen varianten van de muxe voor onder andere namen. Muxes werden voor het eerst zo genoemd door de conquistadores; het woord muxe (uitspr: moesje) is een verbastering van het Spaanse woord voor vrouw, mujer, maar het verschijnsel bestond naar alle waarschijnlijkheid al lang voor de Spaanse verovering. Wel is het zich kleden in vrouwenkleding door muxes waarschijnlijk een relatief nieuw verschijnsel. Tegenwoordig worden pintadas, die zich alleen opmaken als vrouw, onderscheiden van vestidas, die zich ook als vrouwen kleden. In het verleden waren de meeste muxes pintadas, doch tegenwoordig zijn de vestidas ruim in de meerderheid. Volgens een onderzoek uit 1970 identificeerde 6% van de Juchiteekse mannen zich als muxe. Een prominente muxe is Amaranta Gómez, een politicus van het Sociaaldemocratisch Alternatief die in 2003 als eerste transgenderpersoon kandidaat was voor een zetel in de Kamer van Afgevaardigden, die zij overigens niet wist te winnen. Muxes moeten overigens niet verward worden met transseksualiteit; zij worden niet gezien als 'vrouw in een mannenlichaam' maar eerder als 'derde geslacht', en ook sinds het medisch mogelijk is een geslachtsverandering te ondergaan komt dit onder muxes nauwelijks voor.

## Economie

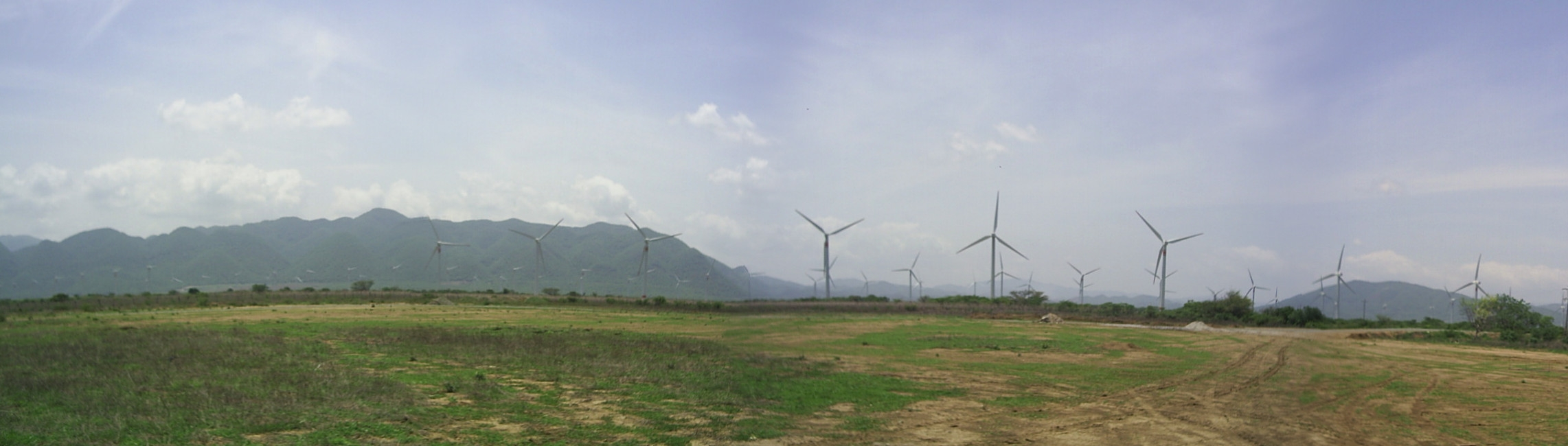
Windmolenpark 'La Venta'

In de Laguna Superior vindt de winning van grind en kalksteen plaats, maar de belangrijkste bronnen van inkomsten zijn landbouw en visserij, en er is ook houtproductie. Gewassen die in en rond Juchitán verbouwd worden zijn onder andere tomaten, sesam, kalebassen, bonen, cacao en chilipepers. De belangrijkste industrieën zijn de verwerking van voedingsmiddelen en calcium. De laatste jaren is ook het toerisme een toenemende inkomstenbron. Verder is Juchitán bekend als marktplaats; er zijn drie markten en een tianguis.
De basisvoorzieningen zijn voor Zuid-Mexicaanse begrippen redelijk te noemen. 90% van de huizen heeft stromend water en 80% is aangesloten op het riool. 90% van de straten is verhard. In de vlakte rond Juchitán wordt momenteel het grootste windmolenpark van Latijns-Amerika aangelegd.

## Vervoer
Juchitán is een belangrijk punt voor zowel de noord-zuid als de Atlantische-Pacifische verbindingen in Mexico. Juchitán ligt aan de spoorlijn die Mexico-Stad en het centrale hoogland met Chiapas en Guatemala verbindt, hoewel deze nauwelijks nog in gebruik is. Ook de Federale Weg 200, die de kustlijn van de Grote Oceaan volgt van Tepic tot Ciudad Hidalgo bij de grensovergang met Guatemala en op dit deel van het traject deel uitmaakt van de Pan-Amerikaanse snelweg. In Santo Domigo Tehuantepec, 40 kilometer ten westen van Juchitán komt de Federale Weg 200 samen met de Federale Weg 190 die naar Oaxaca-stad en Puebla leidt terwijl 15 kilometer ten noordoosten van Juchitán de Federale Weg 185 die de landengte doorkruist richting Coatzacoalcos aan de Golf van Mexico zich van de Federale Weg 185 afplitst. Hoewel de gemeente Juchitán gelegen is aan de Grote Oceaan heeft de plaats geen haven, daarvoor is het aangewezen op Salina Cruz. De dichtstbijzijnde luchthaven is eveneens die van Salina Cruz.

## Geboren in Juchitán

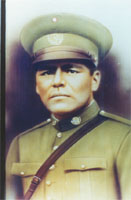
Helidoro Charis

- Heliodoro Charis (1896-1964), militair
- Oscar Cruz López (1957-), politicus
- Amaranta Gómez (1977-), politica
- José F. "Che" Gómez (-1911), revolutionair
- Leopoldo de Gyves, politicus
- Francisco "Pancho" León (1846-1916), militair
- Gabriel López Chiñas (1911), schrijver en jurist
- Lenin López Nelio, politicus
- Macario Matus (1943-), journalist
- Héctor Sánchez López, politicus
- Rosendo Pineda (1855-1914), politicus en jurist
- Francisco Toledo (1940-2019), schilder
- Natalia Toledo Paz (1968-), dichteres